# نام پیرانگاری
در طبقه‌بندی زیست‌شناختی، نام‌های پیرانگاری (به انگلیسی: Circumscriptional name)، آرایه‌ای هستند که توسط ICZN کنترل نمی‌شوند و توسط مجموعه خاصی از اعضایش تعریف می‌شوند. نام‌های پیرانگاری عمدتاً برای گونه‌های بالاتر از سطح گروه خانواده (مثلاً راسته یا رده) استفاده می‌شوند، اما می‌توانند برای گونه‌های هر رتبه و همچنین برای گونه‌های بدون رتبه استفاده شوند.